# Consangvinitate

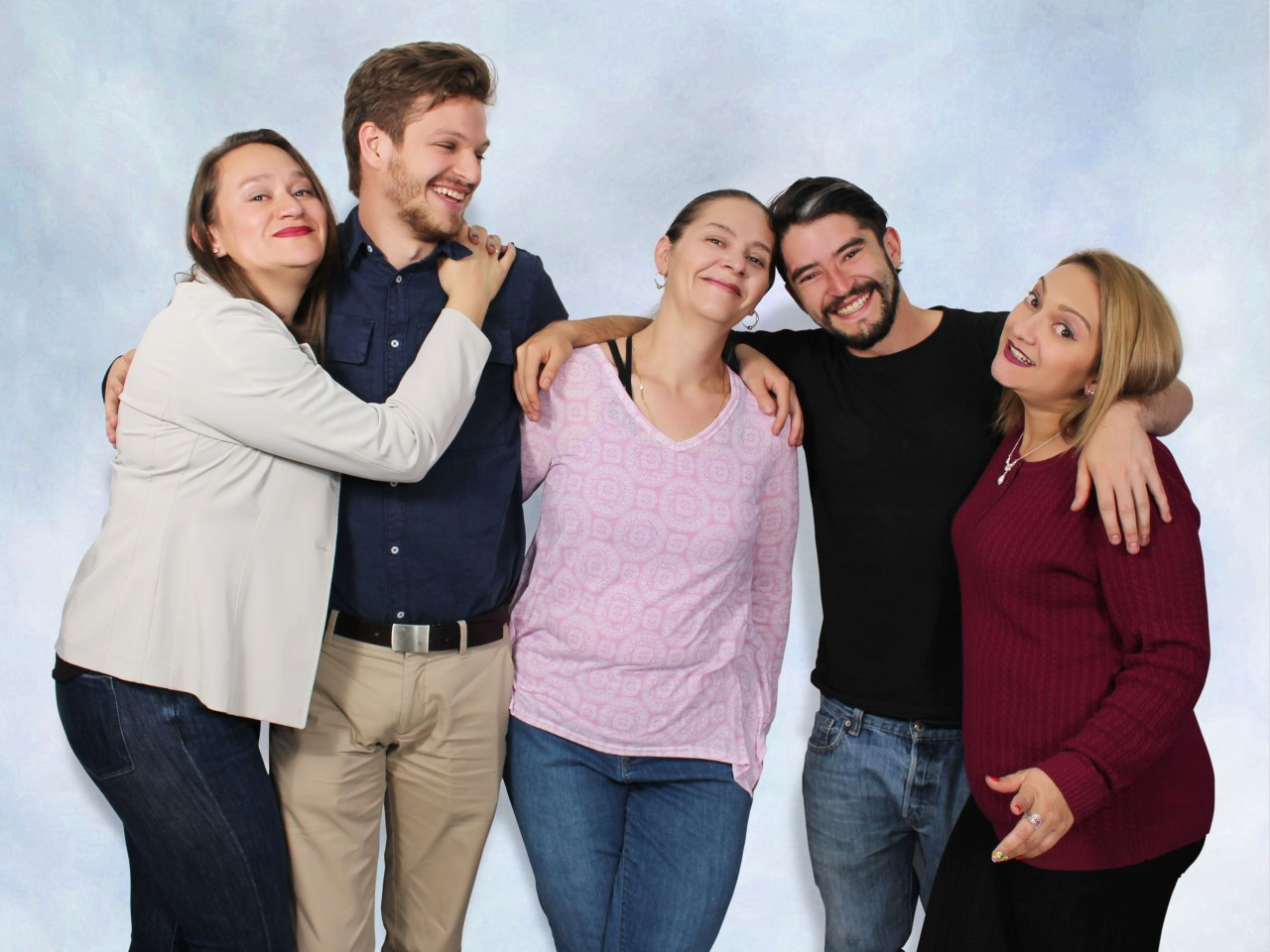
Frați de tată

Consangvinitate grafiat uneori consanguinitate (din latină consanguinitas prin franceză consanguinité) reprezintă un raport de rudenie între persoane (sau animale) care au același tată, dar nu și aceeași mamă, respectiv o relație genetică între indivizi dintr-un strămoș comun, iar persoanele născute dintr-o astfel de relație se numesc consangvine.
În vocabularul juridic internațional, „consangvinii sunt toți cei înrudiți care nu sunt rude prin alianță“ (afini).
La animale, cazurile de consangvinitate au fost observate numai în situații extreme, când specia, sau grupul respectiv, are nevoie de o soluție deosebită pentru a se reproduce, deoarece fie indivizii nu se pot deplasa către alte populații sau populațiile sunt prea mici, ori sunt răspândite într-un spațiu unde animalele nu știu să-și recunoască părinții.
Spre deosebire de animale, la oameni acest fenomen apare destul de des, mai ales în grupurile tradiționale închise (monarhii, organizații tribale, oligarhii, societăți aristocratice), dar și în țări ca India și Pakistan, unde fenomenul este chiar instituționalizat prin tradiție, în sensul că uniunile consangvine se practică uneori pentru a se conserva patrimoniul unei familii.
Un copil rezultat dintr-o relație dintre un bărbat și o femeie, consangvini, este mai expus riscului de a avea o malformație congenitală, deoarece legătura de rudenie între tată și mamă crește procentual (ne)șansa de transmitere a anomaliilor genetice. Principalul impact al consangvinității constă în creșterea ratei de hemozigoți pentru bolile genetice autozomal-recesive.
Anumite caractere ereditare prezintă frecvențe diferite în populații genetic diferite prin concentrarea anumitor gene într-o anumită regiune. De exemplu, în izolatele umane (geografice, etnice sau religioase), prin căsătorii consangvine se creează un fond crescut de alele comune (de ex., în majoritatea populațiilor din Europa frecvența albinismului este 1:20000, iar într-un izolat din regiunea Bihorului, România este de 1:100).
Malformațiile congenitale asociate consangvinității sunt hidrocefalia, polidactilia, despicături oro-faciale și cardiopatii congenitale (defect septal atrial, defect septal ventricular, atrezie pulmonară, persistența ductului arterial, tetralogia Fallot). Probleme similare consangvinității se întâlnesc și în cazul endogamiei (căsătoriile între membrii unei comunități închise, cum este spre exemplu populația Amish). Importanța fenomenului nu este chiar de neglijat. Căsătoriile între veri de gradul 1 sau 2 reprezintă 10% din totalul căsătoriilor la nivel mondial (în Orientul Mijlociu proporția este de circa 50%).
Într-un articol apărut în anul 2004 în presa românească, era citat dr. Constantin Lupu, cel dintâi medic din România care a efectuat și publicat studii în domeniul consangvinării, care a descoperit trei noi boli la populațiile consangvine: Neuropatia ereditară senzorio-motorie, Sindromul de neuropatie cu cataractă congenitală și dimorfism facial și Oftalmo-neuropatia de Orșova.

## Exemple
- Din cauza consangvinității, Carlos, Prinț de Asturia s-a născut diform și suferind de o instabilitate psihică, de care nu a scăpat toată scurta lui viață de 23 de ani. Mai mult, această instabilitate s-a agravat odată cu un accident care i-a cauzat niște lovituri la cap, ce au necesitat o trepanație. După această operație, accesele de furie nemotivată au devenit tot mai dese. Impresiile diverse ale contemporanilor săi care l-au cunoscut dovedesc faptul că era un individ sadic, care chinuia animale și servitorii.[9]

- Pictorul post-impresionist Henri de Toulouse-Lautrec, născut într-o familie nobilă în 1864, a suferit de mic din pricina consangvinității. Părinții săi au fost veri primari, iar acest lucru l-a afectat pe Henri toată viața: la maturitate, el măsura numai un metru și jumătate; partea superioară a corpului său era normală, dar picioarele nu i-au mai crescut în lungime din copilărie. Nanismul l-a determinat să ducă o viață ascunsă de lume.[10]